# Sân bay Mirny
Sân bay Mirny (tiếng Nga: Аэропорт Мирный) (IATA: MJZ, ICAO: UERR) là một sân bay ở Yakutia, Nga, nằm 4 km về phía đông của thành phố khai khoáng Mirny. Sân bay này có thể phục vụ các loại máy bay cỡ vừa và có thể hoạt động 24/24 tiếng trong ngày. Đây là một sân bay được sử dụng trong trường hợp khẩn cấp cho các chuyến bay xuyên Bắc Cực giữa Bắc Mỹ và châu Á.

## Các hãng hàng không và các tuyến điểm
- AiRUnion (Moskva-Vnukovo, Novosibirsk)
- Alrosa Mirny Air Enterprise (Aikhal, Anapa, Ekaterinburg, Irkutsk, Krasnoyarsk, Lensk, Moscow-Domodedovo, Moscow-Vnukovo, Novosibirsk, Yakutsk)[1]
- UTair (Surgut)[1][2]
- Yakutia Airlines (Yakutsk)[2]